# جون إيفانز (سياسي كندي)
جون إيفانز هو سياسي كندي، ولد في 25 يناير 1816، وتوفي في 25 أغسطس 1879.